# 池田政信
池田 政信（いけだ まさのぶ、寛永7年（1630年） - 慶安2年7月20日（1649年8月8日））は、江戸時代初期の岡山藩家老。
父は池田利政。母は佐久間勝之の娘雪窓院。養子は池田政言。通称は信濃。
寛永7年（1630年）、父利政の知行地の伯耆国汗入郡逢坂に生まれる。寛永16年（1639年）、利政の死去により家督相続する。正保元年（1644年）、岡山東照宮造営の際に石灯籠を献じている。慶安2年（1649年）7月20日没。享年20。法名智光院功源素全大居士。同母弟の知利も寛永7年生まれとされるため、生年が寛永7年、享年20というのは誤伝と思われる。家督は藩主池田光政の次男政言が相続し、兄綱政より2万5000石を分与されて鴨方藩主となった。